# Badrinathpuri

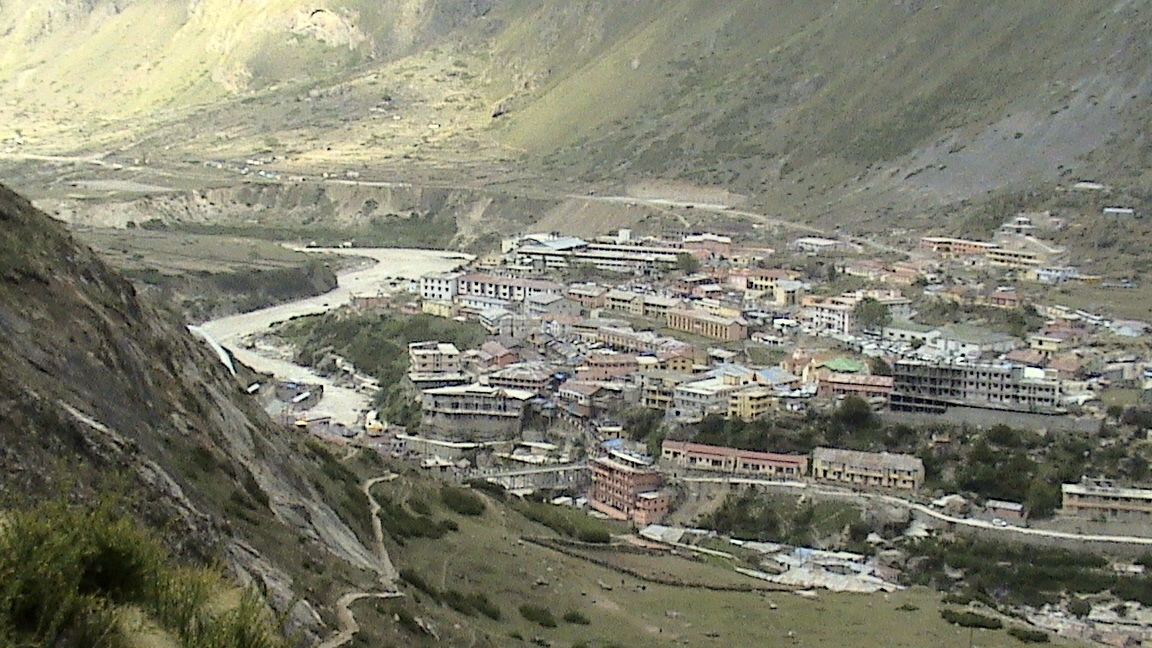
Vy över Badrinathpuri.

Badrinathpuri (eller bara Badrinath) är en stad i den indiska delstaten Uttarakhand, och tillhör distriktet Chamoli. Folkmängden uppgick till 2 438 invånare vid folkräkningen 2011.
Den är en av de fyra viktigaste vallfartsorterna i Himalaya för hinduer, tillsammans med Kedarnath, Gangotri och Yamunotri (kända under samlingsnamnet Char Dham). Här finns ett tempel tillägnat Vishnu.